# Albiert Szwarckopf
Albiert Wasiljewicz Szwarckopf (ros. Альберт Васильевич Шварцкопф) – kazachstański polityk, od 30 stycznia 1996 do 1999 roku deputowany do Mażylisu Parlamentu Republiki Kazachstanu I kadencji.